# 齐皇后
齊皇后（?—?），后秦文桓帝姚兴的第二任皇后。弘始十四年（412年）十月，她由昭儀册封为皇后，史书对她的记载非常少，不知道她的子女情况和去世时间。